# Rainer Metzger
Rainer Metzger (* 3. Juli 1961 in Geisenhausen, Niederbayern) ist ein deutscher Kunsthistoriker, Autor, Kurator und Kritiker. Er lehrt seit 2004 Kunstgeschichte an der Staatlichen Akademie der Bildenden Künste in Karlsruhe.

## Leben
Metzger studierte von 1982 bis 1988 Kunstgeschichte, Neuere Geschichte und Neuere Deutsche Literatur in München und Augsburg. Bereits während des Studiums publizierte er in Tageszeitungen und Kunstmagazinen kunstkritische Texte und Essays. Nach dem Magister folgten die ersten größeren Publikationen, darunter eine zweibändige Monographie über Vincent van Gogh (zusammen mit Ingo F. Walther) für den Taschen Verlag. 1989 bis 1990 war Metzger Assistent an der Meisterklasse für Experimentelle Gestaltung (Wolfgang Flatz) der Universität für künstlerische und industrielle Gestaltung Linz (damals noch Hochschule). 1994 promovierte er "summa cum laude" mit einer Dissertation über "Kunst in der Postmoderne. Dan Graham", die zwei Jahre später im Verlag der Buchhandlung Walther König veröffentlicht wurde. Im selben Jahr, 1994, zog Metzger von München nach Wien und arbeitete als Redakteur für bildende Kunst und Architektur bei der Tageszeitung Der Standard, die er 1997 wieder verließ. Er war von 1997 bis 2000 als wissenschaftlicher Mitarbeiter am Institut für Kunstgeschichte der Universität Stuttgart beschäftigt und übernahm von 1997 bis 2002 außerdem eine Gastprofessur an der Universität für künstlerische und industrielle Gestaltung in Linz. Parallel schrieb er an einer Habilitationsschrift mit dem Titel "Kunst der Buchstäblichkeit – Buchstäblichkeit der Kunst. Versuch einer Ikonologie der Moderne", die 2002 angenommen wurde. Anschließend unterrichtete Metzger als Privatdozent bis 2004 am Institut für Kunstgeschichte der Universität Stuttgart. Im Oktober 2004 wechselte Metzger nach Karlsruhe und lehrt seither Kunstgeschichte an der Staatlichen Akademie für Bildende Künste. Er ist seit 1997 korrespondierendes Mitglied der Wiener Secession.
Metzger lebt mit seiner Frau, der Kritikerin und Kuratorin Daniela Gregori, in Karlsruhe und Wien.

## Werk

### Publizist
Metzger schreibt als freier Autor und Kunstkritiker regelmäßig seit den neunziger Jahren u. a. für die Tageszeitungen Der Standard, Frankfurter Allgemeine Zeitung, Süddeutsche Zeitung, Tages-Anzeiger und die Kunstmagazine Kunstforum International, Camera Austria und Parnass. Seit 2001 ist er Autor der Kolumne „Relektüren“ für Kunstforum international. Für das online-Kunstmagazin artmagazine.cc schrieb Metzger von 2001 bis 2017 u. a. einen Blog. Neben seinen Veröffentlichungen in Print- und online-Medien hat er zahlreiche Katalogtexte verfasst u. a. zu den Künstlern Franz Ackermann, Stephan Balkenhol, Erwin Bohatsch, Xenia Hausner, Gustav Kluge, Rosa Loy, Markus Lüpertz, Lois Renner, Martin Walde, Lawrence Weiner, zur Sammlung Olbricht und für die Gruppenausstellungen „Wunschwelten. Neue Romantik in der Gegenwart“ (2005, Schirn Kunsthalle Frankfurt), „Made In Germany“ (2007, Kunstverein, Kestnergesellschaft, Sprengel Museum Hannover), „Best of Austria. Eine Kunstsammlung“ (2009, Lentos Linz), „Meisterwerke der Moderne – Die Sammlung Batliner“ (2009, Albertina Wien), sowie zum 50-jährigen Jubiläum des steirischen herbst (2017, Graz) und zum 120-jährigen Jubiläum der Wiener Secession (2018).

### Kurator
Neben seiner publizistischen Tätigkeit hat Metzger an zahlreichen Ausstellungen als Kurator oder künstlerischer Berater mitgewirkt, darunter “FLATZ – Bilder von der Gewalt” (Kunsthalle Krems), „Gewaltbilder“ (Museumsquartier Wien) und “Kontext:Krieg” (in Zusammenarbeit mit Wiener Galerien) im Rahmen der Veranstaltungsreihe „Kunst gegen Gewalt“ im Jahr 2002. Zusammen mit Christa Steinle kuratiert er die Ausstellung „Religion Macht Kunst – Die Nazarener“ in der Schirn Kunsthalle Frankfurt (2005). Metzger war wissenschaftlicher Berater für das Ausstellungsprojekt „Mozart“ (2006) in der Albertina in Wien. Mit dem Künstler Eduard Angeli richtete er 2008 dessen Ausstellung im Museo Correr in Venedig ein.
Von 2001 bis 2003 war Metzger Mitglied im künstlerischen Beirat des Benediktinerstiftes Admont. Von 2004 bis 2007 wurde er in den Beirat für Bildende Kunst des Bundeskanzleramtes der Republik Österreich berufen. Seit Herbst 2017 ist er Mitglied im wissenschaftlichen Beirat des Zott artspace in München und seit Herbst 2018 gehört er der Ankaufsjury für die Kunsterwerbungen des Ministeriums für Wissenschaft, Forschung und Kunst des Landes Baden-Württemberg an.

## Schriften (Auswahl)

### Eigene Publikationen
- Vincent van Gogh – sämtliche Gemälde. (zusammen mit Ingo F. Walther) Taschen Verlag, Köln 1989, ISBN 3-8228-0396-0.
- Kunst in der Postmoderne. Dan Graham. Verlag der Buchhandlung Walther König, Köln 1996, ISBN 3-88375-211-8.
- Der Tod bei der Arbeit. Bilder der Gewalt/Gewalt der Bilder – ein Führer für Wien. Christian Brandstätter Verlag, Wien 2003, ISBN 3-85498-244-5.
- Buchstäblichkeit. Bild und Kunst in der Moderne. Verlag der Buchhandlung Walther König, Köln 2004, ISBN 3-88375-766-7.
- Gustav Klimt. Das grafische Werk. Verlag Christian Brandstätter, Wien 2005, ISBN 3-85498-428-6.
- Berlin. Die Zwanziger Jahre. Verlag Christian Brandstätter, Wien 2006. Neuausgabe: dtv, München 2007, ISBN 3-902510-42-0.
- München. Die große Zeit um 1900. Verlag Christian Brandstätter, Wien 2008. Neuausgabe: dtv, München 2008, ISBN 978-3-85033-166-1.
- Christian Ludwig Attersee. Sein Leben – seine Kunst – seine Zeit. (mit Daniela Gregori) Verlag Christian Brandstätter, Wien 2010, ISBN 978-3-85033-421-1, als Neuausgabe Attersee. Die Biografie. Verlag Christian Brandstätter, Wien 2020, ISBN 978-3-7106-0468-3.
- Swinging London. Kunst und Kultur 1956–1970. Verlag Christian Brandstätter, Wien 2012, ISBN 978-3-85033-356-6.
- Monet bis Picasso. Meisterwerke der Albertina. Sammlung Batliner. Albertina, Wien 2012, ISBN 978-3-7913-6519-0.
- Die Stadt. Vom antiken Athen bis zu den Megacitys. Eine Weltgeschichte in Geschichten. Brandstätter Verlag, Wien 2015, ISBN 978-3-85033-881-3.
- Berlin in den 1920er-Jahren. Taschen Verlag, Köln 2017, ISBN 978-3-8365-5052-9.
- Wien 1900. Taschen Verlag. Köln, 2018. ISBN 978-3-8365-6703-9
- Wien 1900. Kunst Design Architektur Mode (zusammen mit Christian Brandstätter und Daniela Gregori). Brandstätter Verlag, Wien 2018, ISBN 978-3-7106-0109-5.
- Willkommen in Wien. Molden Verlag, Wien 2021, ISBN 978-3-222-15067-8.
- Erwin Wurm: Biografie, Molden Verlag, Wien 2024, ISBN 978-3-222-15117-0.
- 1920s Paris. Taschen Verlag. Köln, 2024. ISBN 978-3-8365-6700-8

### Herausgeber
- Über das Kanonische (Themenband), Kunstforum international Bd. 162, Ruppichteroth Oktober 2002
- Kunstkritik (Themenheft), Parnass September 2003
- Über Kunst im Licht von Konkurrenz, Neid und Rivalität (Themenband). Kunstforum international, Ruppichteroth Sommer 2004